# 31-й отдельный батальон морской пехоты
31-й отдельный батальон морской пехоты — флотское формирование (воинская часть, отдельный батальон морской пехоты) в составе ВМФ (РККФ) ВС Союза ССР в Великой Отечественной войне.
Отдельный батальон сформирован в Онежском отряде кораблей 10 мая 1942 года, для охраны водного района. В действующей армии с 10 мая 1942 года по 15 ноября 1944 года. Полное действительное наименование: 31-й отдельный Петрозаводский батальон морской пехоты.

## История
С момента сформирования батальон оборонял юго-восточном побережье Онежского озера побережье от мыса Чёрные Пески до устья реки Вытегра (затем до Тудозера), вёл борьбу с диверсионными группами. Так, 16.06.1943 года был направлен на поиски диверсионной группы в район одного из многочисленных озёр, 30.06.1943 отряд в количестве 10 человек ведёт бой с диверсионной группой 04.07.1943 года бойцы батальона повредили финский гидросамолёт Хейнкель-115, направленный для эвакуации группы, который был впоследствии обстрелян вражескими истребителями и потоплен. Есть версия, что непосредственно в повреждении самолёта отличились контрразведывательные группы армии .
13.12.1942 года передан из состава ВМФ в состав армии. После передачи батальона из состав ВМФ в Списке боевого состава Советской Армии не значится вплоть до января 1944 года
Отличился в июне 1944 года в ходе Свирско-Петрозаводской операции. 26.06.1944 года батальон в полном составе сосредоточился в районе посадки, 27.06.1944 года в 18 часов батальон, имея боевую задачу высадиться южнее Петрозаводска, в Уйской губе, вышел на боевых кораблях и транспортах флотилии в Онежское озеро, утром 28.06.1944 в 07:00 высадился в районе Уйской губы. Оттуда частично кораблям, частично маршем подразделения батальона направились в Петрозаводск и первыми вошли туда в 11:30. Вечером того же дня в Петрозаводск были переброшены автоматчики батальона, в ночь на 29.06.1944 прибыла артиллерия, а утром 29.06.1944 из Уйской губы прибыли десантники, двигающиеся пешим маршем. Командир батальона капитан И. С. Молчанов приказом командующего Онежской военной флотилией Н. В. Антонова был назначен военным комендантом Петрозаводска, до возобновления работы органов советской власти. Бойцы батальона обеспечивали общественный порядок в городе, занимались разминированием улиц, домов и мостов. Батальон находился в городе до 08.07.1944 года, после чего снялся с позиций и вновь направлен на передовую. Вероятно затем принимал участие в Петсамо-Киркенесской операции.
04.02.1945 переформирован в  3-й горнострелковый батальон 3-й горнострелковой бригады.

## В составе
| Дата            | Фронт (округ)        | Армия                   | Корпус                              | Примечания |
| --------------- | -------------------- | ----------------------- | ----------------------------------- | ---------- |
| 01.06.1942 года | Наркомат ВМФ         | Онежский отряд кораблей | -                                   | -          |
| 01.07.1942 года | Наркомат ВМФ         | Онежский отряд кораблей | -                                   | -          |
| 01.08.1942 года | Наркомат ВМФ         | Онежский отряд кораблей | -                                   | -          |
| 01.09.1942 года | Наркомат ВМФ         | Онежский отряд кораблей | -                                   | -          |
| 01.10.1942 года | Наркомат ВМФ         | Онежский отряд кораблей | -                                   | -          |
| 01.11.1942 года | Наркомат ВМФ         | Онежский отряд кораблей | -                                   | -          |
| 01.12.1942 года | Наркомат ВМФ         | Онежский отряд кораблей | -                                   | -          |
| 01.01.1943 года | -                    | -                       | -                                   | нет данных |
| 01.02.1943 года | -                    | -                       | -                                   | нет данных |
| 01.03.1943 года | -                    | -                       | -                                   | нет данных |
| 01.04.1943 года | -                    | -                       | -                                   | нет данных |
| 01.05.1943 года | -                    | -                       | -                                   | нет данных |
| 01.06.1943 года | -                    | -                       | -                                   | нет данных |
| 01.07.1943 года | -                    | -                       | -                                   | нет данных |
| 01.08.1943 года | -                    | -                       | -                                   | нет данных |
| 01.09.1943 года | -                    | -                       | -                                   | нет данных |
| 01.10.1943 года | -                    | -                       | -                                   | нет данных |
| 01.11.1943 года | -                    | -                       | -                                   | нет данных |
| 01.12.1943 года | -                    | -                       | -                                   | нет данных |
| 01.01.1944 года | -                    | 7-я отдельная армия     | -                                   | -          |
| 01.02.1944 года | -                    | 7-я отдельная армия     | -                                   | -          |
| 01.03.1944 года | Карельский фронт     | 7-я армия               | -                                   | -          |
| 01.04.1944 года | Карельский фронт     | 7-я армия               | -                                   | -          |
| 01.05.1944 года | Карельский фронт     | 7-я армия               | -                                   | -          |
| 01.06.1944 года | Карельский фронт     | 7-я армия               | -                                   | -          |
| 01.07.1944 года | Карельский фронт     | 7-я армия               | -                                   |            |
| 01.08.1944 года | Карельский фронт     | -                       | -                                   | -          |
| 01.09.1944 года | Карельский фронт     | 32-я армия              | -                                   | -          |
| 01.10.1944 года | Карельский фронт     | 14-я армия              | -                                   | -          |
| 01.11.1944 года | Карельский фронт     | 14-я армия              | -                                   | -          |
| 01.12.1944 года | Резерв Ставки ВГК    | 19-я армия              | 127-й лёгкий горнострелковый корпус |            |
| 01.01.1945 года | Резерв Ставки ВГК    | 19-я армия              | 127-й лёгкий горнострелковый корпус |            |
| 01.02.1945 года | Резерв Ставки ВГК    |                         | 127-й лёгкий горнострелковый корпус |            |
| 01.03.1945 года | 4-й Украинский фронт | 38-я армия              | 127-й лёгкий горнострелковый корпус |            |
| 01.04.1945 года | 4-й Украинский фронт | 38-я армия              | 127-й лёгкий горнострелковый корпус |            |
| 01.05.1945 года | 4-й Украинский фронт | 1-я гвардейская армия   | 127-й лёгкий горнострелковый корпус |            |

## Состав
- ??31морской бригады морпехов

## Командир
- И. С. Молчанов (на 28.06.1944) капитан.

## Награды и наименования
| Награда (наименование) | Дата       | За что получена               |
| ---------------------- | ---------- | ----------------------------- |
| Петрозаводский         | ??.??.1944 | за освобождение Петрозаводска |

## Память

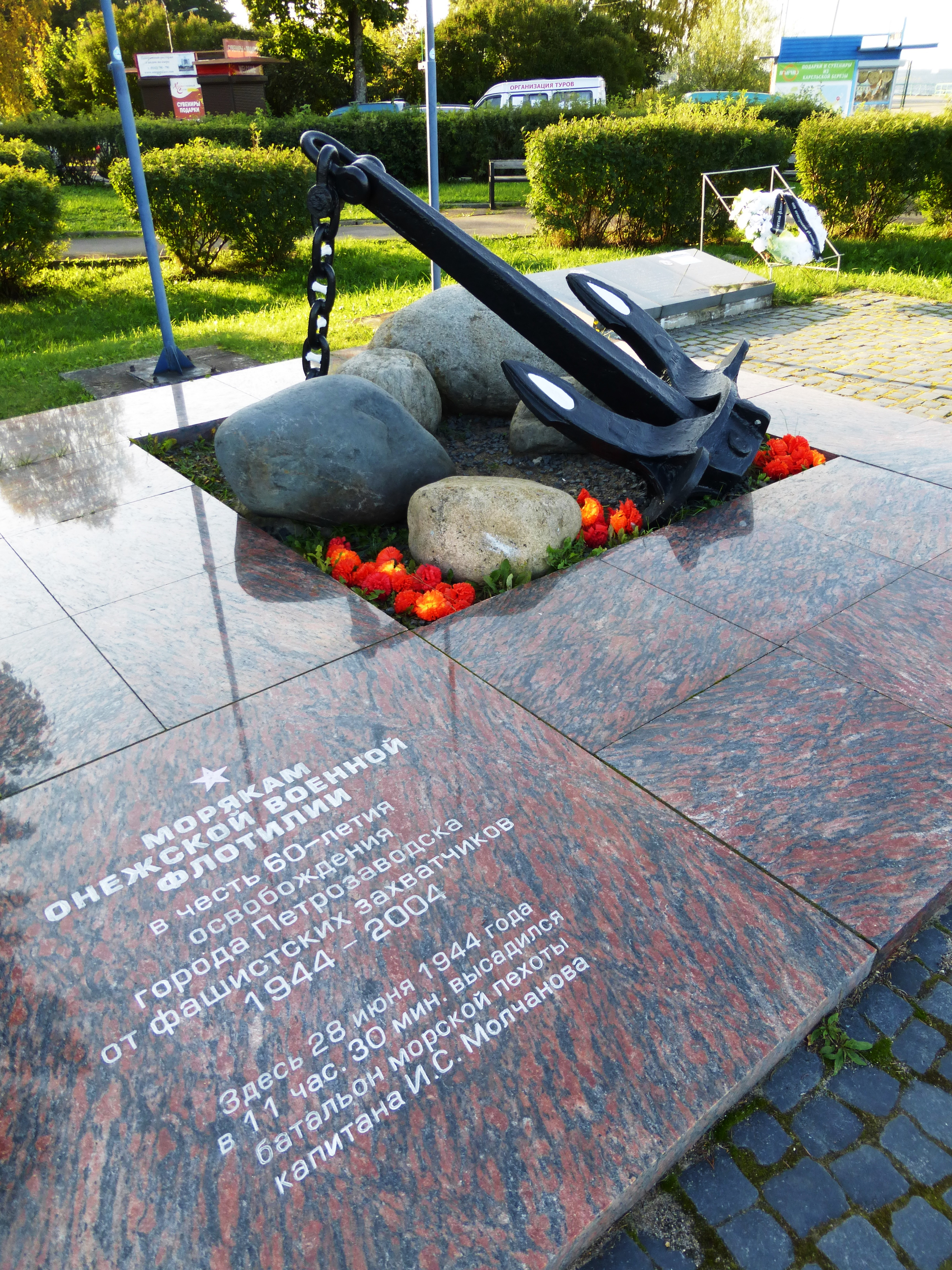
Памятник (Памятный знак) Онежской флотилии в Петрозаводске, на набережной Петрозаводской губы. Открыт 26 июня 2004 года. Автор памятного знака — художник В. П. Лобанов.